# متحف جروبت لابادي

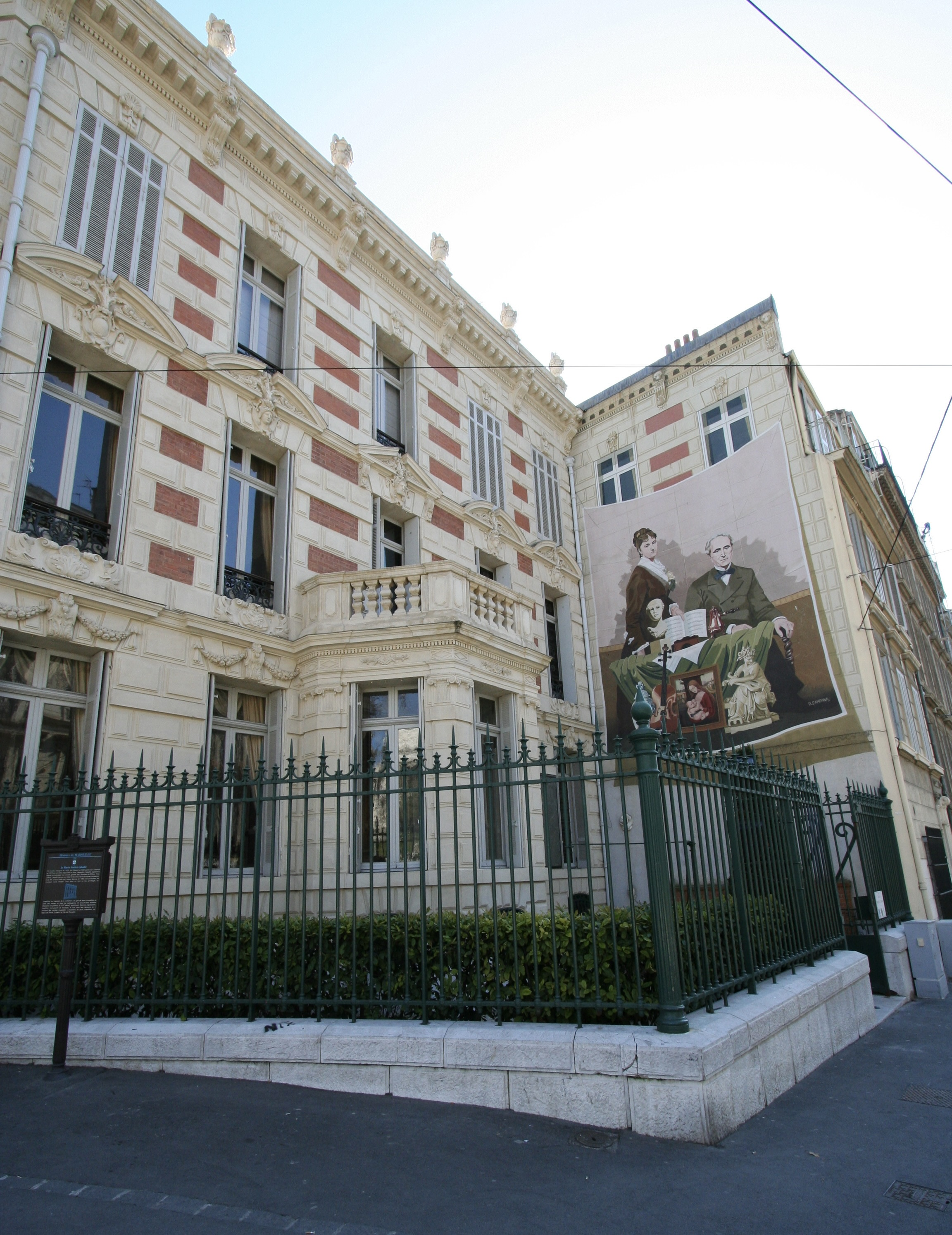
المتحف

متحف جروبت لابادي هو متحف في مرسيليا، يضم في القرن 19 فندق PARTICULIER تعود ملكيتها لعائلة الذي يعرض مجموعة.
في عام 1919 ، ماري جروبت ، ابنة رجل الأعمال والسياسي من مرسيليا Alexandre Labadié [الإنجليزية] ، قدم المجموعة الفنية للعائلة وخاصة الفندق إلى المدينة.

## روابط خارجية
- Official websiteباللغة الفرنسية